# San Miguel de Bernuy
San Miguel de Bernuy é um município da Espanha na província de Segóvia, comunidade autónoma de Castela e Leão, de área 18,32 km² com população de 195 habitantes (2006) e densidade populacional de 10,77 hab/km².

## Demografia
| Variação demográfica do município entre 1991 e 2004 | Variação demográfica do município entre 1991 e 2004 | Variação demográfica do município entre 1991 e 2004 | Variação demográfica do município entre 1991 e 2004 |
| --------------------------------------------------- | --------------------------------------------------- | --------------------------------------------------- | --------------------------------------------------- |
| 1991                                                | 1996                                                | 2001                                                | 2004                                                |
| 221                                                 | 199                                                 | 179                                                 | 199                                                 |